# Ahrensfelde
Ahrensfelde é um município da Alemanha, localizado no distrito Barnim, no estado de Brandemburgo.